# Irina Belova (athlétisme)
Pour les articles homonymes, voir Irina Belova et Belova.
Irina Nikolaïevna Belova (née le 27 mars 1968 à Angarsk) est une ancienne athlète russe spécialiste de l'heptathlon. 

## Carrière
En 1993, elle s'était classée 1re du pentathlon, alors épreuve de démonstration, aux Championnats du monde d'athlétisme en salle à Toronto, mais elle est disqualifiée à la suite d'un contrôle antidopage positif. Elle est alors suspendue pour 4 ans.

## Palmarès

### Jeux olympiques d'été
- Athlétisme aux Jeux olympiques de 1992 à Barcelone,  Espagne
  -  Médaille d'argent de l'heptathlon

### Championnats du monde d'athlétisme
- Championnats du monde d'athlétisme 1991 à Tokyo,  Japon
  -  Médaille de bronze de l'heptathlon

### Championnats d'Europe d'athlétisme
- Championnats d'Europe d'athlétisme 1990 à Split,  Yougoslavie
  - 4e de l'heptathlon

### Championnats du monde d'athlétisme en salle
- Championnats du monde d'athlétisme en salle 1999 à Maebashi,  Japon
  -  Médaille d'argent du pentathlon

### Championnats d'Europe d'athlétisme en salle
- Championnats d'Europe d'athlétisme en salle 1998 à Valence,  Espagne
  -  Médaille d'argent du pentathlon

## Records
Irina Belova est l'ancienne détentrice du record du monde du pentathlon, avec un total de 4991 points réalisé à Berlin en 1992.